# 地底探検〜完結編
『地底探検〜完結編』（ちていたんけん かんけつへん、原題：Return to the Centre of the Earth）は、リック・ウェイクマンが1999年に発表したアルバム。

## 解説
ジュール・ヴェルヌの小説『地底旅行』にインスパイアされたコンセプト・アルバム『地底探検』（1974年）の続編に当たる。本人によると、1974年には機材に満足がいかずストレスが残ったが、その後テクノロジーが発達したので「あらためて地底探検に出発」する気になったという。
ジャケットの絵はロジャー・ディーンによって描かれた。
オジー・オズボーン、ボニー・タイラー、トレヴァー・ラビン、ジャスティン・ヘイワード（ムーディー・ブルース）らがゲスト参加。オズボーンが歌った「生き埋め」は、スウェーデンでシングル・ヒットして最高30位に達した。

## 収録曲
全曲ともリック・ウェイクマン作。
1. ナレーション〈1〉ヴィジョン - A Vision - 2:33
2. 完結編序曲 - The Return Overture - 2:39
3. ナレーション〈2〉母なる地球 - Mother Earth - 3:48
a. 6月の影 - The Shadow of June
b. 回廊 - The Gallery
c. プリズム光通り - The Avenue of Prismed Light
d. 地震 - The Earthquake
4. 生き埋め - Buried Alive - 6:00
5. ナレーション〈3〉エニグマ - The Enigma - 1:18
6. 誰かそこにいるのか? - Is Anybody There? - 6:34
7. ナレーション〈4〉渓谷 - The Ravine - 0:49
8. 無数の光のダンス - The Dance of a Thousand Lights - 5:40
9. ナレーション〈5〉羊飼い - The Shepherd - 2:01
10. ミスター・スロー - Mr. Slow - 3:47
11. ナレーション〈6〉時の掛け橋 - Bridge of Time - 1:11
12. あきらめるな - Never is a Long, Long Time - 5:19
13. ナレーション〈7〉リデンブルックの海 - Tales from the Lidenbrook Sea - 2:57
a. 希望の川 - River of Hope
b. ハンターがハントされ - Hunter and Hunted
c. 生きるための闘い - Fight for Life
14. 獲物 - The Kill - 5:23
15. ナレーション〈8〉永遠の歴史 - Timeless History - 1:10
16. それでも海は流れる - Still Waters Run Deep - 5:20
17. ナレーション〈9〉内なる時間 - Time Within Time - 2:39
a. 引き潮 - The Ebbing Tide
b. 雷雨 - The Electric Storm
18. ライド・ユア・ライフ〜さあ、出発 - Ride of Your Life - 6:01
19. ナレーション〈10〉漂流 - Floating - 1:59
a. 火球 - Globes of Fire
b. 火滝 - Cascades of Fear
20. 火の洪水 - Floodflames - 1:59
21. ナレーション〈11〉火山 - The Volcano - 2:10
a. 火柱 - Tongues of Fire
b. 青い山 - The Blue Mountains
22. 終着点 - The End of the Return - 5:23

## 参加ミュージシャン
- リック・ウェイクマン - キーボード
- フレイザー・ソーニークロフト＝スミス - ギター
- フォル・ウィリアムズ - ベース
- サイモン・ハンソン - ドラムス
- パトリック・スチュワート - ナレーション
- ロンドン交響楽団
  - デイヴィッド・スネル - 指揮
- イギリス室内合唱団
  - ガイ・プロゼロー - 指揮
- オジー・オズボーン - ボーカル（4）
- ボニー・タイラー - ボーカル（6）
- カトリーナ・レスカニッチ - ボーカル（8）
- トニー・ミッチェル - ボーカル（10）
- トレヴァー・ラビン - ボーカル、ギター（12）
- ジャスティン・ヘイワード - ボーカル（16）